# Bim Diederich

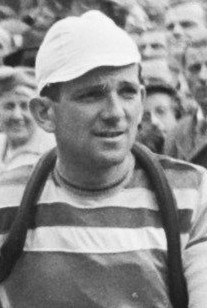
Bim Diederich (1952)

Jean Diederich (Esch-sur-Alzette, 20 de febrero de 1922 - 6 de diciembre de 2012) fue un antiguo ciclista profesional luxemburgués.

## Biografía
Es suegro del antiguo ciclista Lucien Didier (profesional de 1977 a 1984).
Profesional de 1946 a 1954, destacan sus tres victorias de etapa en el Tour de Francia y tener el honor de llevar el maillot amarillo durante el Tour 1951.

## Palmarés
| 1947 - 1 etapa del Tour de Luxemburgo 1948 - 1 etapa de la Vuelta a Mallorca - 1 etapa de la Vuelta a los Países Bajos - 1 etapa del Tour de Luxemburgo - 2.º en el Campeonato de Luxemburgo en Ruta 1949 - Tour de Luxemburgo 1950 - 1 etapa del Tour de Francia - 1 etapa del Housse-Berg-Housse - 2.º en el Campeonato de Luxemburgo en Ruta | 1951 - 1 etapa del Tour de Francia - 3.º en el Campeonato de Luxemburgo en Ruta 1952 - 1 etapa del Tour de Francia 1953 - 2.º en el Campeonato de Luxemburgo en Ruta |

## Resultados en el Tour de Francia
- 1947 : 15º
- 1949 : 15º
- 1950 : 18º, ganador de etapa
- 1951 : 12º, ganador de etapa y tres días de amarillo
- 1952 : abandono, ganador de etapa
- 1953 : abandono

## Equipos
Jean Diederich rodó para los siguientes equipos:
- 1946: HELYETT et CILO
- 1947: HELYETT et ARBOS-TALBOT
- 1948: GARIN-WOLBER et RICO
- 1949 - 1952: GARIN-WOLBER
- 1952: FERU
- 1953: GARIN
- 1954: GARIN-DIEDERICH